# Indirekte Strategie
Indirekte Strategie (englisch Indirect approach), auch Strategie des indirekten Ansatzes, ist ein Ausdruck aus dem Bereich der Strategie, den Basil Liddell Hart in seinen militärhistorischen Arbeiten über den Ersten Weltkrieg benutzt hat. Die Bedeutung dieses Begriffes liegt darin, dass Manöver bzw. psychologische Kriegsführung direkten Kampfhandlungen an der Front vorgezogen werden. Dies steht im Gegensatz zur Theorie von Carl von Clausewitz, die im Ersten Weltkrieg Anwendung fand.

## Hintergrund
General Carl von Clausewitz, einer der Begründer der modernen Kriegsführung, betonte die Bedeutung der militärischen Strategie in der Führung von Schlachten. Er vertrat die Ansicht, die Schlacht sei das Zentrum des Krieges, der entscheidende Punkt, auf den alle strategischen Bemühungen hinzielen müssen: Logistik, Manöver wie auch Täuschungsmanöver sollten nur einen besseren Ausgangspunkt in der Schlacht bieten, in der die Truppen aufeinanderstoßen und der Ausgang eines Feldzuges durch physische Gewalt entschieden wird. Dementsprechend stellte sich Clausewitz gegen überraschende oder irreführende Maßnahmen.
Clausewitz’ Lehren gewannen großen Einfluss und dienten als Anregung für die Kriegspläne der europäischen Armeen im 19. Jahrhundert. Vor allem führende deutsche Militärs wie Moltke der Ältere, Moltke der Jüngere und Alfred von Schlieffen sahen sich als Schüler von Clausewitz. Im Ersten Weltkrieg stellte sich heraus, dass diese Strategie keine Resultate erbrachte. Die Entwicklung neuer Waffen wie des Maschinengewehrs und der Ausbau von Festungsanlagen steigerten das Risiko eines Frontalangriffs auf befestigte Stellungen und forderten zwangsläufig viele Opfer. In zahlreichen Schlachten wie der Schlacht um Verdun und der Schlacht an der Somme kamen Zehntausende ums Leben, bevor sie feindliche Stellungen erreichen konnten. Die daraus entstehende Pattsituation auf dem Schlachtfeld wurde als Grabenkrieg bekannt.

## Indirekte Strategie
Basil Liddell Hart diente im Ersten Weltkrieg als Offizier in der britischen Armee und wurde in der Schlacht an der Somme verwundet. Nach dem Ersten Weltkrieg veröffentlichte er Militärartikel, in denen er dazu aufrief, sich aus der Sackgasse der Schlachtenführung zu befreien. In seinem 1929 erschienenen Buch The decisive wars of history, das 1941 erweitert und unter dem Titel The strategy of Indirect Approach herausgegeben wurde, analysierte er zahlreiche Kriege im Laufe der Geschichte, vom antiken Griechenland über das Römische und Byzantinische Reich, das Mittelalter, die Französische Revolution und die Koalitionskriege bis zum Ersten Weltkrieg.
Liddell Hart argumentierte, dass der Krieg nicht nur, wie Clausewitz argumentierte, durch Leugnung der Kampffähigkeit des Feindes entschieden werde, sondern auch, indem der Kampfwille des Feindes geleugnet wird, wobei der mentale Faktor im Krieg weitaus wichtiger sei als der physische. Liddell Hart sah den Angriff auf feindliche Streitkräfte nicht als ideale Lösung an und meinte, eine möglichst perfekte Strategie sei zu erreichen, „indem eine Entscheidung ohne wirklichen Kampf getroffen würde“.
Die indirekte Strategie beruht auf der Annahme, dass der beim gegnerischen Kommandeur hervorgerufene Eindruck wichtiger ist als der tatsächliche Zustand seiner Streitkräfte. Wenn sich der Schluss aufdrängt, dass die eigenen Streitkräfte unterlegen sind, können sich daraus falsche Entscheidungen ergeben, wie zum Beispiel ein vorzeitiger Rückzug oder eine unnötige Kapitulation. Den Eindruck erhalten die Kommandeure in erster Linie aus der Moral der Kämpfenden und weniger aus der herrschenden strategischen Situation. Gelingt es einem Soldaten, die feindlichen Streitkräfte zu verwirren und zu demoralisieren, wird er sich in jedem Fall durchsetzen. 
Zu diesem Zweck legte Liddell Hart den Schwerpunkt auf Täuschungsmanöver und Überraschungen. Clausewitz hielt Überraschungen für eine Verschwendung von Ressourcen, da ihr Nutzen nur von kurzer Dauer sei. Diesen Punkt bestätigte auch Liddell Hart, meinte jedoch, eine Überraschung könne so großen Eindruck hervorrufen, dass der Krieg dadurch entschieden würde. Liddell Hart wandte sich gegen Frontalangriffe und Scharmützel mit feindlichen Streitkräften. Er vertrat jedoch die Meinung, dass Manöver über feindliche Grenzen hinweg, Bombenangriffe auf Ziele im Hinterland, Kleinkriegsführung oder Angriffe auf feindliche Versorgungslinien von entscheidender Bedeutung seien, da die Streitkräfte in solchen Fällen weit mehr beeindruckt würden, als es der eigentlichen Bedeutung des Manövers entspricht. Liddell Hart führte aus, dass ein Angriff nicht unbedingt am wichtigsten Punkt zu erfolgen habe, an dem sich die meisten Kräfte des Gegners konzentrieren, sondern an einer unerwarteten Stelle, an der wenig Widerstand zu erwarten sei und ein Durchbruch zu dichtem Schlachtennebel führen könne. Zudem legte er Wert auf Flexibilität und Improvisation, um eine Situation schnell auszunutzen und den Feind zu verwirren.
Folgende Prinzipien führte Liddell Hart in seinem Buch aus:

### Positive Prinzipien
- Passe dein Ziel deinen Mitteln an.
- Behalte dein Ziel stets im Auge, und passe gleichzeitig deinen Plan den Bedingungen an.
- Wähle die am wenigsten erwartete Linie (oder Route).
- Nutze die Linie des geringsten Widerstandes.
- Schlag eine Linie ein, die dir alternative Ziele eröffnet.
- Stelle sicher, dass sowohl dein Plan als auch deine Einschätzungen flexibel sind und sich den Umständen anpassen können.

### Negative Prinzipien
- Führe keinen entscheidenden Schlag aus, solange dein Gegner auf der Hut ist.
- Starte nach einem Fehlschlag keinen neuen Angriff auf der gleichen Linie (oder in der gleichen Form).

## Einflüsse und Kritik
Die indirekte Strategie wurde von mehreren Generälen nach dem Ersten Weltkrieg übernommen. Insbesondere in Deutschland war die Armeeführung aufgrund der einschränkenden Bedingungen des Versailler Vertrages und der militärischen Unterlegenheit offen für neue Strategien. Der deutsche Blitzkrieg zu Beginn des Zweiten Weltkriegs basiert unter anderem auf dem Sichelschnittplan, einer indirekten Strategie, die im Rahmen des Westfeldzuges im Mai 1940 praktiziert wurde. Auch im weiteren Kriegsverlauf wurden indirekte Strategien angewandt, zum Beispiel in der Operation Uranus, bei der deutsche Armeen durch die Rote Armee in der Schlacht von Stalingrad eingekesselt wurden.
Die indirekte Strategie steht auch im Zentrum der asymmetrischen Kriegführung, des Terrorismus und der Guerilla-Taktik, die darin besteht, den Feind aus dem Hinterhalt anzugreifen, ihn um sein Gleichgewicht zu bringen oder seine Moral zu schwächen, anstatt ihn ernsthaft zu verletzen. Auch die Strategie von Langstreckenraketen bezieht sich auf den indirekten Ansatz, da der Einsatz solcher Raketen in vielen Fällen darauf abzielt, den Feind in Panik zu versetzen und seine Widerstandskraft zu brechen.
Kritiker der indirekten Strategie weisen darauf hin, dass Liddell Hart am Ersten Weltkrieg teilnahm, der durch eine extrem direkte Strategie geprägt war. Seine Theorie vertrat eine extrem entgegengesetzte Richtung, in durchaus fragwürdiger Weise.
In der aktuellen Militärtheorie wird der direkten Auseinandersetzung je nach Bedarf wieder mehr Bedeutung beigemessen, die indirekte Strategie dient vor allem als gedankliche Anregung. Liddell Harts Theorien haben eine wiederholte Bestätigung durch die Praxis erfahren.